# Pocha (gastronomía)

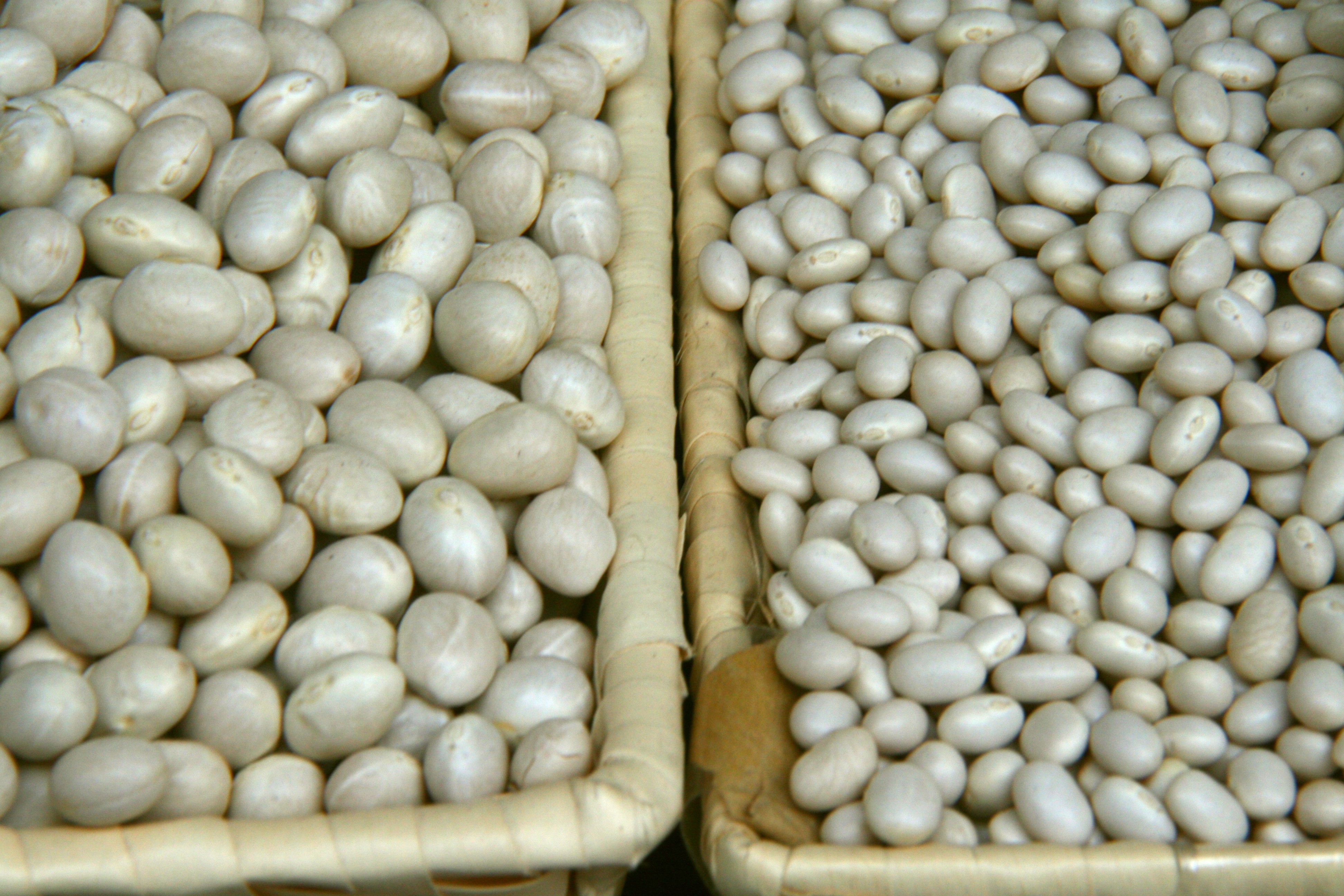
A la izquierda unas pochas tipo Boio.

Las pochas son una variedad de alubia blanca, que se consume antes de su madurez. Reciben esta denominación por el color pálido de su vaina en el momento de la recolección. Suele cultivarse en huertos, principalmente en Navarra, La Rioja y Álava durante los meses de mayo a septiembre. Estas alubias pasan de tonos verdosos durante su crecimiento a tonos blanquecinos tras su maduración. 
Se cosechan antes de alcanzar la plena madurez y se consumen secas, sin considerarse legumbres.
Las pochas son un alimento muy completo por su elevado aporte en hierro, fósforo y magnesio. Tienen un 25 % más de agua que las alubias secas, lo que les aporta una textura más tierna. También esto hace que no haga falta ponerlas en remojo antes de su cocción. Al consumirse frescas, son consideradas verdura.

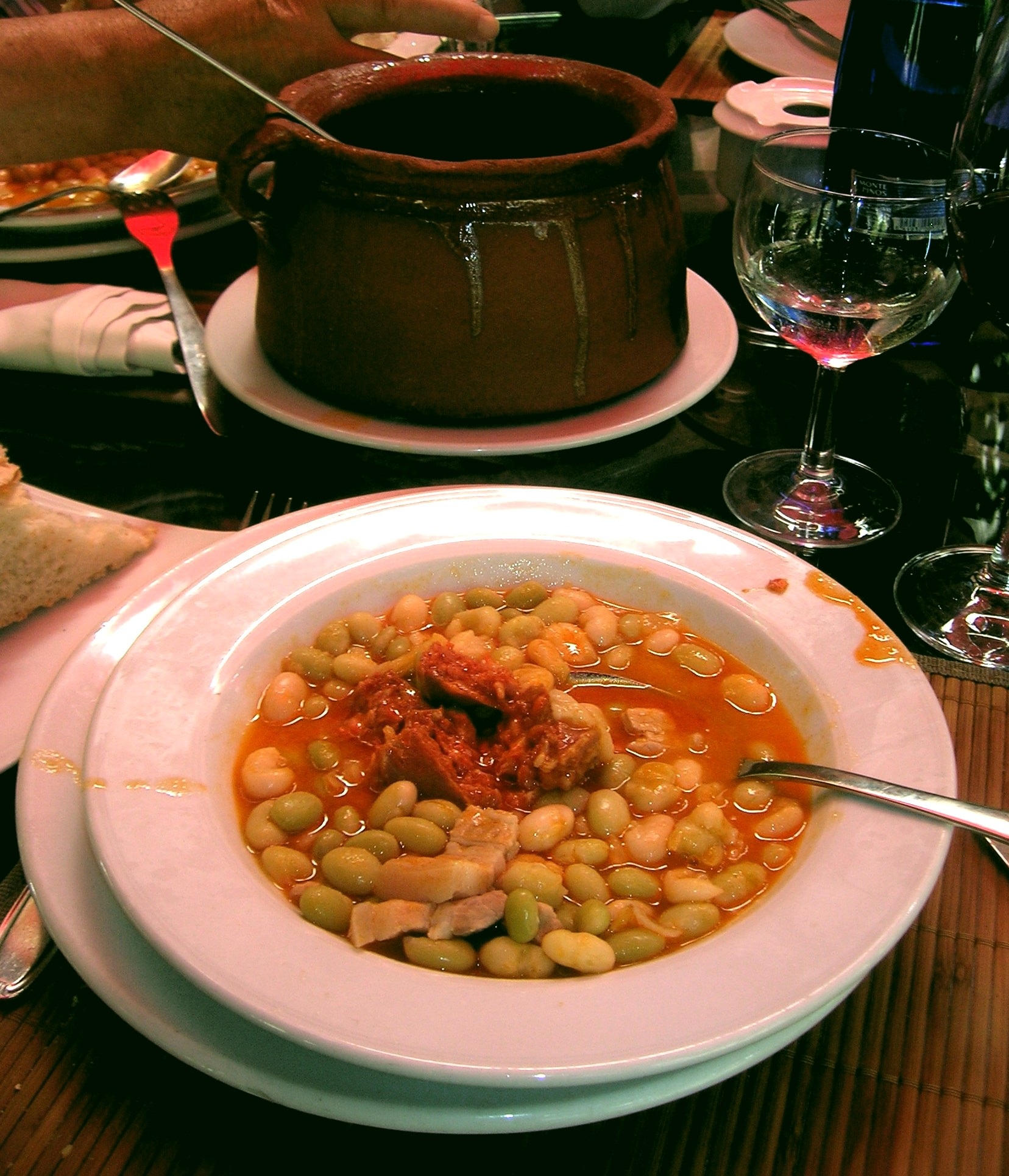
Pochas a la riojana

## Usos
Se consumen guisadas, principalmente en verano y otoño debido a que conlleva una digestión pesada. En la Rioja son típicas las pochas con codornices y en Navarra las pochas estofadas.

## Tipos
- Arriñonada: en forma de riñón, con piel resistente.
- Boio: forma redondeada, con piel fina.